# Nokere Koerse (Frauenrennen)
Zusammen mit dem gleichnamigen Straßenradrennen der Männer  Nokere Koerse wird seit 2019 ein Frauenrennen mit dem offiziellen Namen Danilith Nokere Koerse veranstaltet.
Zunächst gehörte das Eintagesrennen zur 1. UCI-Kategorie und wurde 2020 in die UCI ProSeries hochgestuft. Allerdings fiel das Rennen 2020 aufgrund der COVID-19-Pandemie aus.

## Palmarès
| Jahr | Siegerin      | Zweite        | Dritte            |          |
| ---- | ------------- | ------------- | ----------------- | -------- |
| 2019 | Lorena Wiebes | Lisa Klein    | Lotte Kopecky     |          |
| 2020 | abgesagt      | abgesagt      | abgesagt          | abgesagt |
| 2021 | Amy Pieters   | Grace Brown   | Lisa Klein        |          |
| 2022 | Lorena Wiebes | Lotte Kopecky | Marta Bastianelli |          |
| 2023 | Lotte Kopecky | Lorena Wiebes | Marta Bastianelli |          |
| 2024 | Lotte Kopecky | Lorena Wiebes | Lily Williams     |          |
| 2025 | Marta Lach    | Linda Zanetti | Lara Gillespie    |          |